# 信原聖
信原 聖（のぶはら さとる、1900年〈明治33年〉10月26日 - 没年不明）は、昭和時代前期の朝鮮総督府官僚。平安北道知事。慶尚南道知事。

## 経歴
信原岩虎の長男として岡山県に生まれる。1924年（大正13年）東京帝国大学法学部独法科を卒業し、朝鮮総督府に奉職する。専売局事業課長、全羅南道、全羅北道各内務部長、総督官房文書国勢調査各課長、国民総力課長兼殖産局勤務を経て、1943年（昭和18年）7月、平安北道知事に就任した。1945年（昭和20年）3月、慶尚南道知事に転じた。
戦後は家庭調停委員を務めた。

## 親族
- 岳父 松寺竹雄（朝鮮総督府高等法院検事長）
- 弟 信原明（行政管理庁中部管区行政監察局長）[1]